# Dix de der

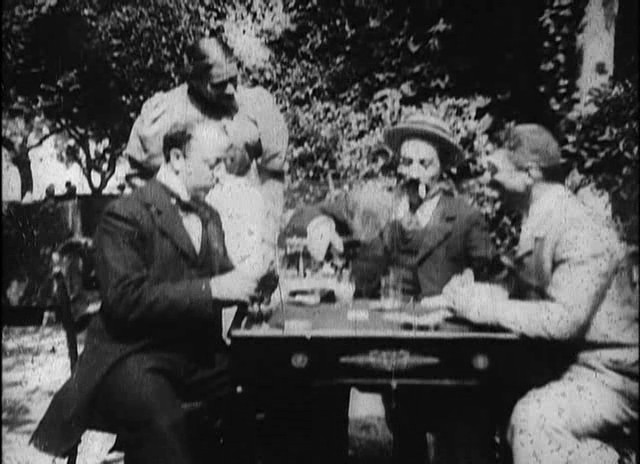
Une partie de cartes (film de G. Méliès, 1896)

Le « dix de der » est le nom donné aux dix points supplémentaires que remporte l'équipe qui gagne le dernier pli pour un jeu de cartes tel que la belote, la coinche ou encore la manille.

## Définition
En fin de partie de belote, il s'agit d'une prime de dix points mais qui peut s'élever à cent points en cas de « capot », c'est-à-dire si l'équipe adverse n'a remporté aucun pli.
Au sens figuré, le terme de « dix de der » (quelquefois associé à « belote et rebelote »), directement inspiré de ce jeu de carte, peut signifier avoir le dernier mot dans une conversation, gagner une bataille (généralement la dernière), voire remporter une ultime victoire dans diverses occasions,.

## Dans la culture populaire
- Et dix de der est un film français réalisé en 1947 par Robert Hennion, sorti en 1948, avec Georges Milton dans le rôle principal.
- Dix de Der constitue le dernier et ultime album de bande dessinée du dessinateur Didier Comès, connu sous son simple nom de Comès[5],[6].
- Dix de Der est le nom d'une fanfare, spécialisée dans le soul et le pop rock dans la région Centre-Val-de-Loire[7].